# Albanidrilus pulcher
Albanidrilus pulcher är en ringmaskart som beskrevs av Erséus och Wang 2003. Albanidrilus pulcher ingår i släktet Albanidrilus och familjen glattmaskar. Inga underarter finns listade i Catalogue of Life.